# Figueirópolis
Figueirópolis es un municipio brasileño del estado del Tocantins. Se localiza a una latitud 12º07'51" sur y a una longitud 49º10'27" oeste, estando a una altitud de 291 metros. Su población estimada en 2004 era de 5.323 habitantes.